# آرثر لاثام
آرثر لاثام (بالإنجليزية: Arthur Latham)‏ (23 يناير 1863 في المملكة المتحدة - 1928) هو لاعب كرة قدم بريطاني في مركز الدفاع. لعب مع ديربي كاونتي وDerby Midland F.C. ‏.